# Marathon van Hongkong 2003
De marathon van Hongkong 2003 vond plaats op zondag 16 februari 2003 in Hongkong.
Aan deze editie deden 18.000 lopers mee.

## Uitslagen

### Mannen
| rang   | naam                    | land | tijd    |
| ------ | ----------------------- | ---- | ------- |
| Goud   | Tendai Chimusasa        | ZIM  | 2:18.12 |
| Zilver | Elijah Mutundiro        | ZIM  | 2:18.20 |
| Brons  | Benjami Matolo          | KEN  | 2:19.16 |
| 4      | Pavel Andreyev          | RUS  | 2:19.25 |
| 5      | Kennedy Momanyi         | KEN  | 2:20.04 |
| 6      | Tumo Tuko Turbo         | ETH  | 2:23.41 |
| 7      | Omar Al Noor Jamah      | QAT  | 2:23.56 |
| 8      | Gede Karany Gusti       | IND  | 2:24.30 |
| 9      | Ali Abubaker Tooad      | QAT  | 2:24.42 |
| 10     | Johannes Maremane Chiko | RSA  | 2:25.25 |

### Vrouwen
| rang   | naam             | land | tijd    |
| ------ | ---------------- | ---- | ------- |
| Goud   | Sun Weiwei       | CHI  | 2:38.55 |
| Zilver | Violetta Uryga   | POL  | 2:39.52 |
| Brons  | Natalya Galushko | BLR  | 2:41.15 |
| 4      | Gitte Karlshoeg  | DEN  | 2:41.46 |
| 5      | Pa Pa            | MYA  | 2:43.23 |
| 6      | Kaori Shinjo     | JPN  | 2:46.41 |
| 7      | Karin Schon      | SWE  | 2:48.26 |
| 8      | Wai Lai Ka       | HKG  | 2:55.10 |
| 9      | Marina Gurbina   | KAZ  | 2:57.25 |
| 10     | Yurka Mitani     | JPN  | 2:59.44 |

1997 ·
1998 ·
1999 ·
2000 ·
2001 ·
2002 ·
2003 ·
2004 ·
2005 ·
2006 ·
2007 ·
2008 ·
2009 ·
2010 ·
2011 ·
2012 ·
2013 · 
2014 ·
2015 ·
2016 ·
2017 ·
2018 ·
2019 ·
2020 · 
2021 ·
2022 ·
2023 ·
2024